# 阜新站
阜新站（规划建设阶段曾称阜新北站），是位于辽宁省阜新市细河区四合镇境内的一个火车站，2018年12月29日启用，由沈阳局集团管辖。

## 概况
车站为线侧平式车站，利用天桥进站，地道出站，站场规模为2台6线。
該车站為京沈客运专线的车站。京沈客运专线途经辽宁4个地级市10余个县区，项目建成后将可在沈阳至朝阳、沈阳至阜新等市县间开行城际高铁列车。通车后，阜新至沈阳只要1小时，而省内各市到北京也会形成4小时经济圈。

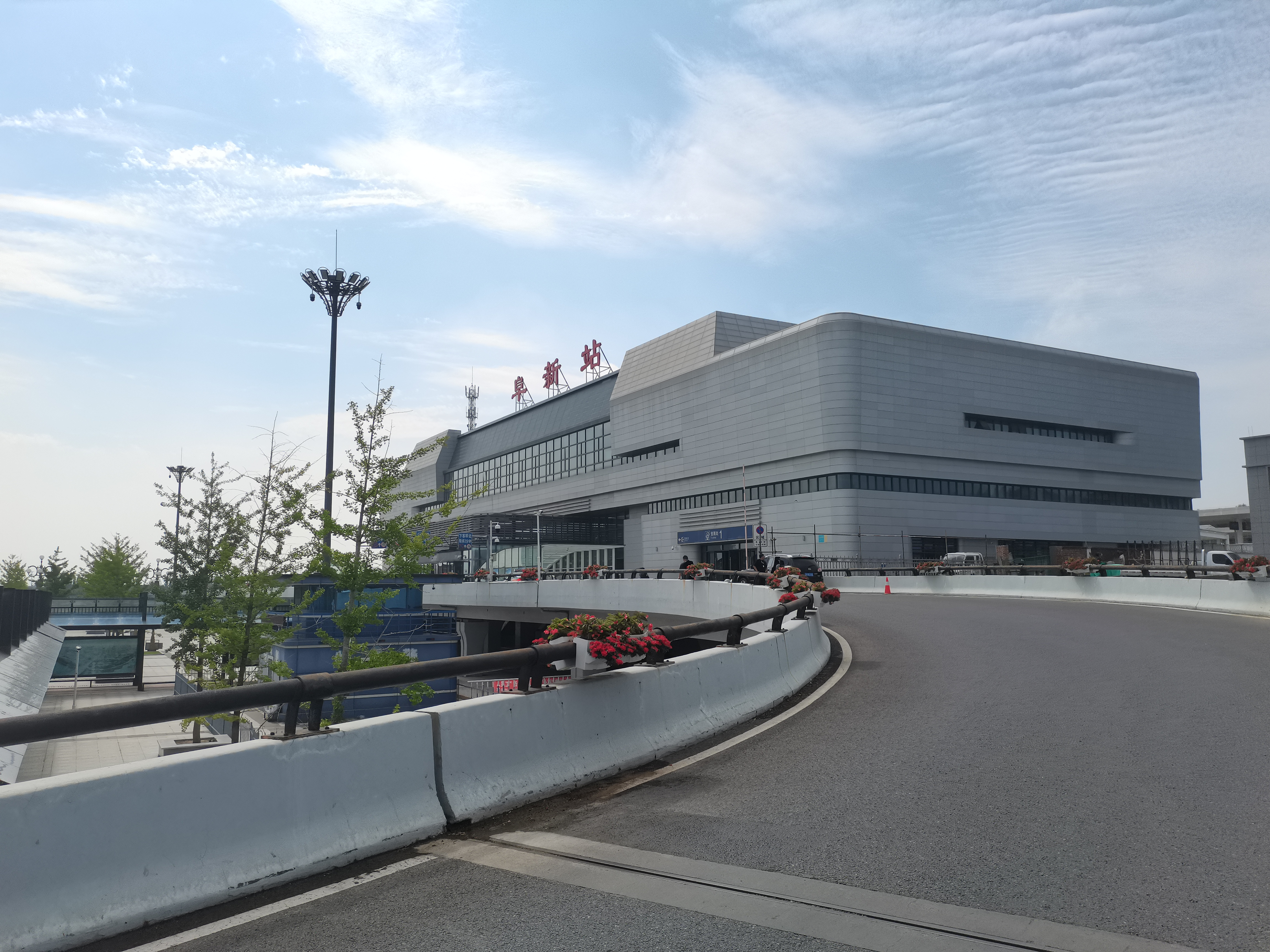
外景
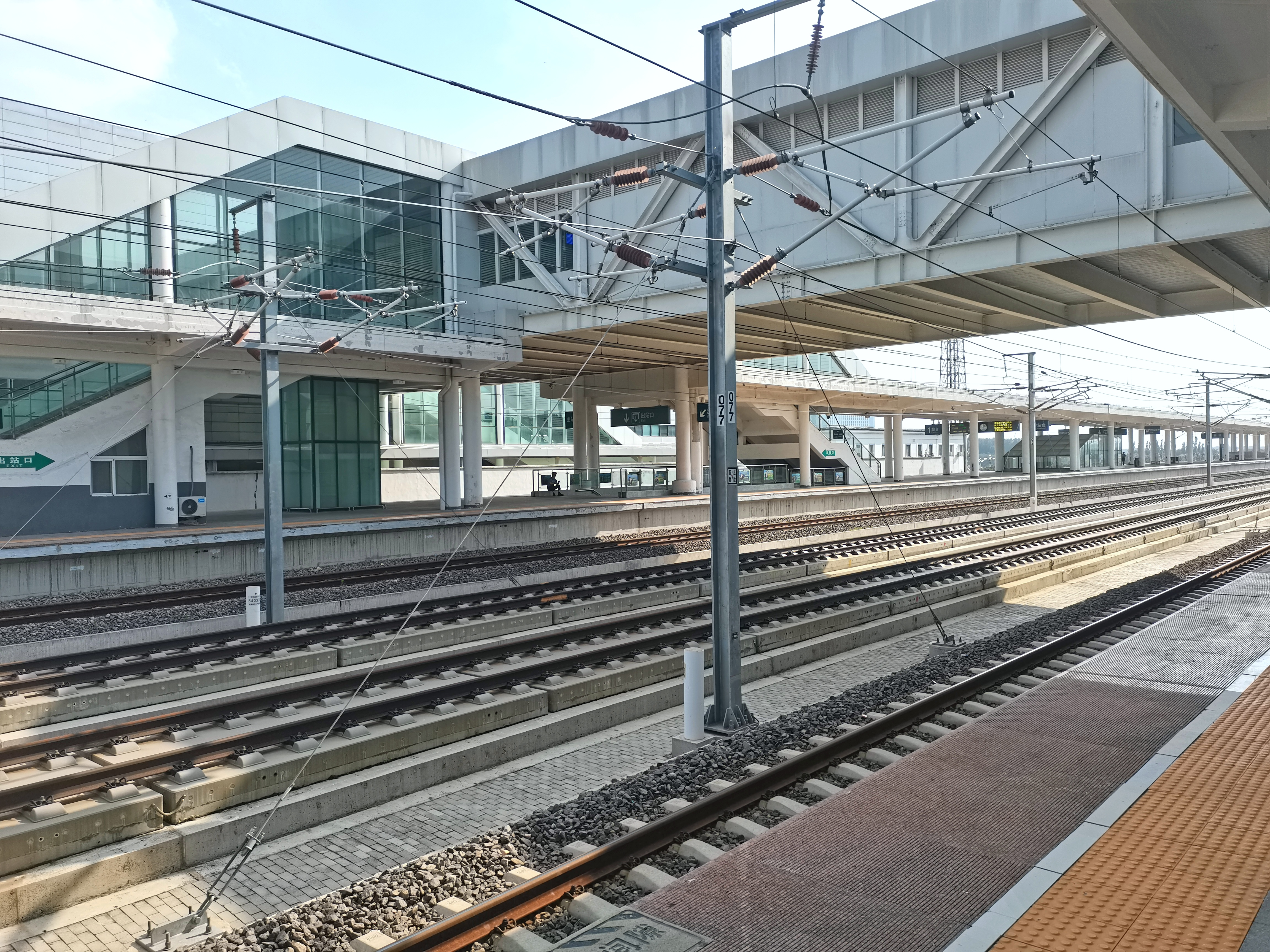
站台
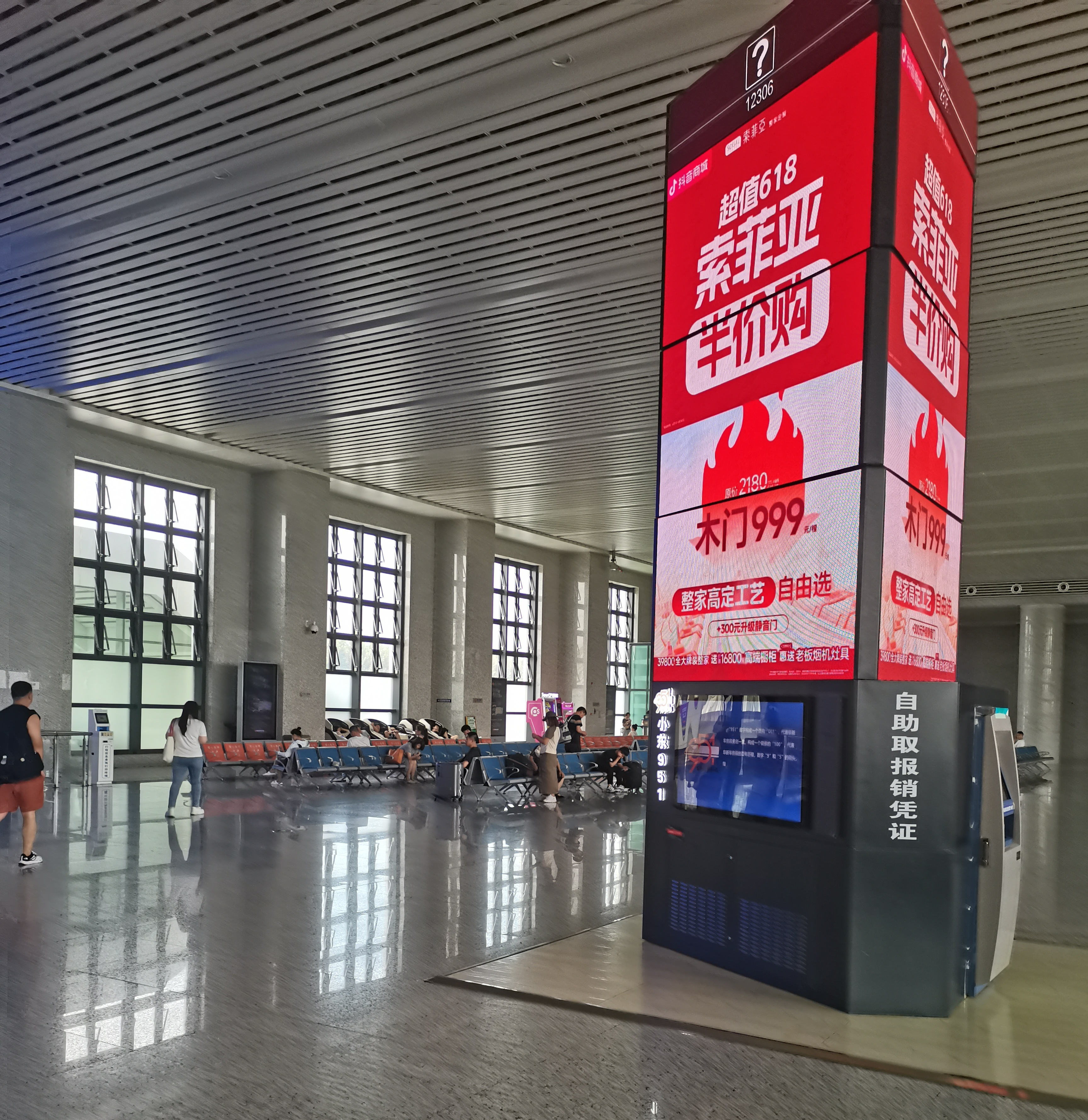
二楼候车大厅
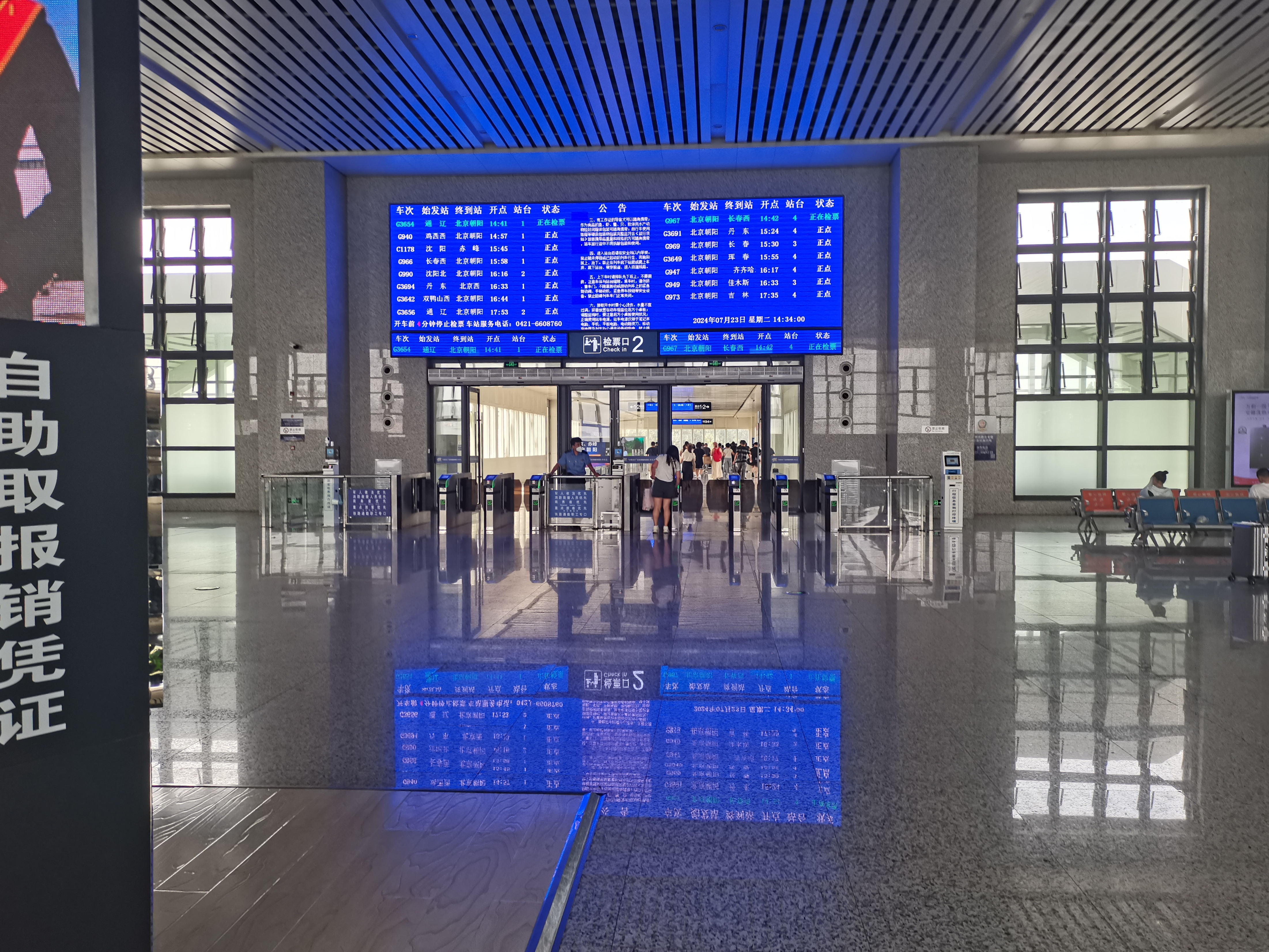
二楼检票口
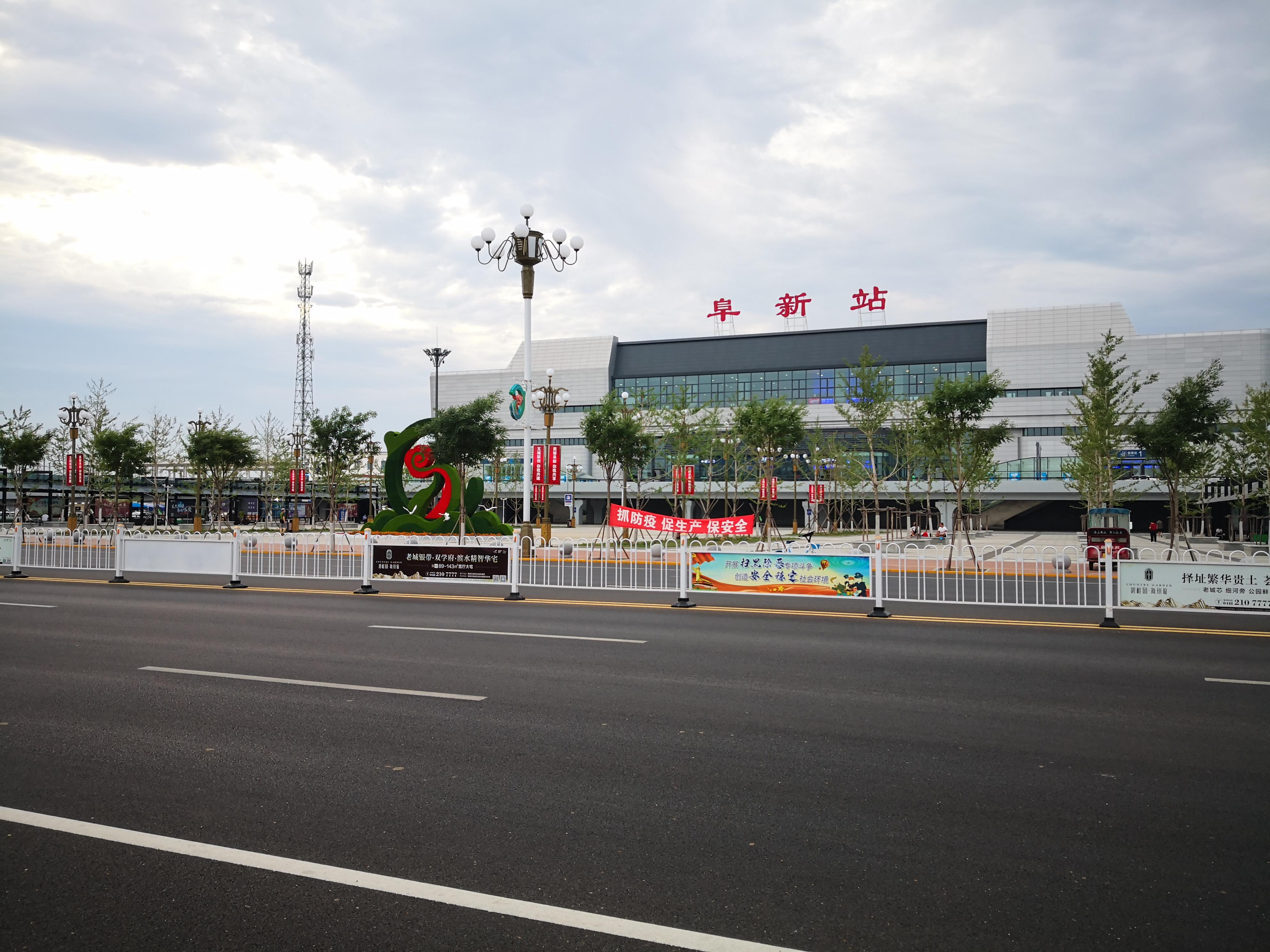
远景